# آبراوات
آبراوات (الاسم العلمي: Cynipini)، قبيلة حشرات من الآبرات. هذه الحشرات تحفز العفصات في نباتات فصيلة الزان والسنديان، الزانية. وهي معروفة باسم زنابير السنديان.